# ساندال بيرغمان
ساندال بيرغمان (بالإنجليزية: Sandahl Bergman )‏ (و. 1951  م) هي راقصة، وممثلة مسرحية، وممثلة أفلام، وممثلة تلفزيونية، ومؤدي مشاهد خطيرة أمريكية، ولدت في كانزاس سيتي، ميزوري، بدأت مشوارها المهني سنة 1970.

## جوائز
حصلت على جوائز منها:
- جائزة الغولدن غلوب.

## وصلات خارجية
- ساندال بيرغمان على موقع IMDb (الإنجليزية)
- ساندال بيرغمان على موقع ألو سيني (الفرنسية)
- ساندال بيرغمان على موقع ميوزك برينز (الإنجليزية)
- ساندال بيرغمان على موقع أول موفي (الإنجليزية)
- ساندال بيرغمان على موقع قاعدة بيانات برودواي على الإنترنت (الإنجليزية)
- ساندال بيرغمان على موقع قاعدة بيانات الأفلام السويدية (السويدية)
- ساندال بيرغمان على موقع إن إن دي بي (الإنجليزية)
- ساندال بيرغمان على موقع ديسكوغز (الإنجليزية)
- ساندال بيرغمان على موقع قاعدة بيانات الفيلم (الإنجليزية)
- ساندال بيرغمان على موقع كينوبويسك (الروسية)